# Pojasni mi ljubezen
Pojasni mi ljubezen je prvi roman avtorice Andreje Jezernik.  Navidezno preprosta zgodba o ljubezenskem trikotniku, ki zahteva bralsko zbranost in premislek. Vprašanji avtonomije in osebnega zadovoljstva se prek iskanja partnerske bližine prepletata skozi vsako vrstico romana. Bralec pa je postavljen v položaj, v katerem se do konca sprašuje o lastni notranji izkušnji, ter kako bi jo sam zase lahko doživeto zapisal s svojimi besedami. 

## Vsebina
Skozi branje romana spoznamo tri glavne osebe, ki so se zapletle v ljubezenski trikotnik. Zgodba se prične odvijati decembrskega jutra na vlaku, ki je namenjen proti Benetkam, na katerem se spoznata   glavna protagonistka romana, ter  40- letni urednik. Oba  presenečena ugotovita, da sta namenjena na tečaj  meditacije. V Benetkah  preživita veliko časa skupaj, imata skupno sobo v hotelu, skupaj zajtrkujeta, ter se sprehajata, nato  jo urednik  prime za roko, saj hoče preveriti, kako usklajeno hodita v dvoje. Ona mu to dovoli, kljub temu da jo doma čaka njen 33-letni partner, ki niti ne sluti kaj se z njo dogaja, medtem ko je odsotna. Nato se je njuno druženje vedno bolj  bližalo proti koncu, urednik pa je čedalje bolj čutil, da ženska v katero se je zaljubil v teh nekaj dneh, ni več ista kot je bila. Na poti domov, proti Mariboru sta se obnašala tako, kot da se ne poznata.  Njen partner, pa doma preureja njuno stanovanje in kmalu zasluti, da ima morda drugega. Medtem ji tudi urednik pošilja  sms sporočila in se želi dobivati z njo. Iz obupa se protagonistka romana začasno  izseli iz skupnega stanovanja in izklopi svoj mobilni telefon, da je tudi urednik ne more priklicati. Začasno  se namesti v očetovo stanovanje, ki ga ima v Sežani. Vendar ne zdrži dolgo, saj se kmalu dogovori za srečanje z urednikom in se dobita v Piranu. Za razliko od njenega partnerja, ki je značajsko umirjen in potrpežljiv, si urednik želi biti na jasnem, a ona je čedalje bolj zmedena. Sprašuje se, ali je sposobna ljubiti oba, za nasvet vpraša  svojega očeta. Mine nekaj mesecev in kmalu pride pomlad. Vse se zaplete, ko ji urednik napiše pismo, v katerem ji postavi ultimat, saj želi postaviti zadeve tja, kamor sodijo. Tako je glavna protagonistka postavljena pred težko odločitvijo, saj se more odločiti samo za enega moškega. Iz vsega povedanega je razvidno, da roman nima namena odgovarjati na vprašanje, ki se zastavljajo okrog naslova, temveč se trudi pojasnjevati in utemeljevati bivanjsko upravičenost protagonistov.

## Zbirka
Broširana zbirka KUD-da Lema